# Xylographus
Xylographus is een geslacht van kevers in de familie houtzwamkevers (Ciidae).

## Soorten
- X. anthracinus Mellié, 1849
- X. bicolor Pic, 1916
- X. bostrichoides (Dufour, 1843)
- X. brasiliensis Pic, 1916
- X. bynoei Blair, 1940
- X. ceylonicus Ancey, 1876
- X. contractus Mellié, 1849
- X. corpulentus Mellié, 1849
- X. dentatus Pic, 1922
- X. eichelbaumi Reitter, 1908
- X. gibbus Mellié, 1849
- X. globipennis Reitter, 1911
- X. hypocritus Mellié, 1849
- X. javanus Pic, 1937
- X. lemoulti Pic, 1916
- X. longicollis Pic, 1922
- X. lucasi Lopes-Andrade & Zacaro, 2003
- X. madagascariensis Mellié, 1849

- X. nitidissimus Pic, 1916
- X. perforatus Gerstaecker, 1871
- X. porcus Gorham, 1886
- X. punctatus Mellié, 1849
- X. richardi Mellié, 1849
- X. ritsemai Pic, 1921
- X. rufescens Pic, 1921
- X. rufipennis Pic, 1934
- X. rufipes Pic, 1930
- X. scheerpeltzi Nobuchi & Wada, 1956
- X. seychellensis Scott, 1926
- X. subopacus Pic, 1929
- X. subsinuatus Pic, 1916
- X. suillus Gorham, 1886
- X. tarsalis Fahraeus, 1871
- X. testaceitarsis Pic, 1916
- X. tomicoides Reitter, 1902